# Ana Barros
Pour les articles homonymes, voir Barros.
Ana Patrícia da Costa Barros (née le 16 février 1993) est une joueuse angolaise de handball. Elle joue pour le club de Atlético Petróleos de Luanda, et elle est membre de l'équipe d'Angola de handball féminin, avec laquelle elle participe aux Jeux olympiques d'été de 2012 à Londres.

## Biographie
Ana Patrícia Barros est la fille d'António Barros, un ancien joueur de rink hockey qui a joué pour l'Enama de Viana. Elle commence à pratiquer le handball à l'âge de 11 ans.

## Palmarès

### En équipe nationale
Jeux olympiques
- 10e place aux Jeux olympiques 2012

Championnats d'Afrique
- Médaille d'or au championnat d'Afrique 2010
- Médaille d'or au championnat d'Afrique 2012